# Master of Wine
Master of Wine (MW) är en kvalificering (dvs inte en akademisk examen) som utfärdas av Institute of Masters of Wine (IMW) i Storbritannien. MW kvalificeringen anses allmänt inom vinindustrin som en av de högsta kvalificeringarna inom vin.
IMW grundades 1955, men MW examinationer arrangerades första gången 1953 av the Vintners Company och Wine and Spirit Association. 
Enligt IMW är en Master of Wine någon som har visat, genom noggrann granskning, ingående kännedom om alla aspekter av vin och en förmåga att kommunicera denna kunskap tydligt. De uppmuntrar aktivt andra i strävan efter kunskap samt strävar efter att föra vingemenskaper närmare varandra. 